# Цехановецький Григорій Матвійович
Цехановецький Григорій Матвійович (1833, Чернігівщина — 28 лютого (12 березня) 1889) — російський і український економіст, з 1873 року професор. Був проректором Київського університету і ректором Харківського університету.

## Біографія
Народився Г. Цехановський 1833 року в Чернігівській губернії в сім'ї оберофіцера. Середню освіту здобув у Ніжинській гімназії, потім навчався на історико-філологічному факультеті Київського університету, який закінчив у 1855 році зі ступенем кандидата. По закінченні університету викладав у Ніжинській гімназії. 1859 року захистив магістерську дисертацію «Значення Адама Смита в історії політико-економічних систем» і отримав посаду ад'юнкта в Київському університеті на кафедрі політичної економії та статистики. Одночасно викладав загальну історію в Київському інституті шляхетних дівчат і статистику в кадетському корпусі. У 1862 році був відряджений за кордон. Після повернення його було обрано екстраординарним, а після захисту в 1869 році докторської дисертації «Залізниця і держава. Спроба дослідження про найважливіші предмети економії і політики залізниці» — ординарним професором по тій же кафедрі Київського університету. Був автором творів про залізничне господарство, виступав як прихильник активної ролі держави в цій галузі. У 1871 році обраний проректором цього університету. У 1872 році знову відряджений за кордон. Після повернення в 1873 році перейшов до Харківського університету на посаду ординарного професора по кафедрі політичної економії, де і викладав до 1898 року. У 1875—1881 роках Г. М. Цехановецький — секретар юридичного факультету. У 1881 році був обраний ректором Харківського університету.
У своїх лекціях висвітлював питання економічної теорії К. Маркса, при цьому критично ставився до його вчення.
З введенням нового університетського статуту в 1884 році відмовився від посади ректора Харківського університету, (за радянською історіографією був звільнений з цієї посади будучи звинуваченим у пропаганді марксизму).
Нагороджений орденами Св. Володимира IV ступеня; Св. Анни II ступеня.; Св. Станіслава II ступеня.